# راهلة أولاد السي لحسن (أولاد فريج)
راهلة أولاد السي لحسن هي إحدى مشيخات المملكة المغربية، تتبع جغرافيا لإقليم الجديدة وإداريًا لأولاد فريج. يقدر عدد سكانها بـ 432 نسمة حسب الإحصاء الرسمي للسكان والسكنى لسنة 2004.